# U-701
| U-701                                     | U-701                                                          | U-701                                                          |
| ----------------------------------------- | -------------------------------------------------------------- | -------------------------------------------------------------- |
|                                           |                                                                |                                                                |
|                                           |                                                                |                                                                |
| Дайвер біля затопленого U-701 у 2008 році |                                                                |                                                                |
| Під прапором                              | Третій рейх                                                    | Третій рейх                                                    |
| Спуск на воду                             | 16 квітня 1941 року                                            | 16 квітня 1941 року                                            |
| Виведений зі складу флоту                 | 7 липня 1942 року                                              | 7 липня 1942 року                                              |
| Сучасний статус                           | затоплений                                                     | затоплений                                                     |
| Проєкт                                    |                                                                |                                                                |
| Тип ПЧ                                    | Торпедний ДПЧ                                                  | Торпедний ДПЧ                                                  |
| Основні характеристики                    |                                                                |                                                                |
| Швидкість (надводна)                      | 17,7 вузлів                                                    | 17,7 вузлів                                                    |
| Швидкість (підводна)                      | 7,6 вузлів                                                     | 7,6 вузлів                                                     |
| Робоча глибина занурення                  | 100 м                                                          | 100 м                                                          |
| Гранична глибина занурення                | 220 м                                                          | 220 м                                                          |
| Екіпаж                                    | 44 осіб                                                        | 44 осіб                                                        |
| Розміри                                   |                                                                |                                                                |
| Довжина найбільша (по КВЛ)                | 67,1 м                                                         | 67,1 м                                                         |
| Ширина корпусу найб.                      | 6,2 м                                                          | 6,2 м                                                          |
| Висота                                    | 9,6 м                                                          | 9,6 м                                                          |
| Середня осадка (по КВЛ)                   | 4,70 м                                                         | 4,70 м                                                         |
| Водотоннажність надводна                  | 769 т                                                          | 769 т                                                          |
| Озброєння                                 |                                                                |                                                                |
| Артилерія                                 | одна палубна гармата калібру 88-мм, одна 20-мм зенітна гармата | одна палубна гармата калібру 88-мм, одна 20-мм зенітна гармата |
| Торпедно- мінне озброєння                 | 4 носових і один кормовий ТА. 14 торпед або 26 мін             | 4 носових і один кормовий ТА. 14 торпед або 26 мін             |

U-701 — німецький підводний човен типу VIIC часів Другої світової війни.
Замовлення на будівництво човна було віддане 9 жовтня 1939 року. Човен був закладений на верфі суднобудівної компанії «H C Stulcken Sohn» у місті Гамбург 3 травня 1940 року під заводським номером 760, спущений на воду 16 квітня 1941 року, 16 липня 1941 року увійшов до складу 3-ї флотилії. Єдиним командиром човна був капітан-лейтенант Горст Деген.
Човен зробив 3 бойових походи, у яких потопив 5 суден (загальна водотоннажність 25 390 брт), 4 допоміжні військові кораблі (загальна водотоннажність 1 666 брт) та пошкодив 4 судна (загальна водотоннажність 37 093 брт) і 1 військовий корабель.
Потоплений 7 липня 1942 року у Північній Атлантиці біля мису Гаттерас (34°50′ пн. ш. 74°55′ зх. д. / 34.833° пн. ш. 74.917° зх. д.) глибинними бомбами американського бомбардувальника Хадсон. 39 членів екіпажу загинули, 7 врятовані.

## Потоплені та пошкоджені кораблі[3]
| Назва                           | Тип                    | Належність        | Дата            | Тоннаж (БРТ) | Вантаж                            | Статус     | Місце                                                       |
| Baron Erskine                   | вантажне судно         | Велика Британія   | 6 січня 1942    | 3 657        | Гірська порода та суперфосфати    | потоплено  | 57°27′ пн. ш. 32°36′ зх. д. / 57.450° пн. ш. 32.600° зх. д. |
| Rononia                         | траулер                | Велика Британія   | 6 березня 1942  | 213          | Риба                              | потоплено  | 61°03′ пн. ш. 13°22′ зх. д. / 61.050° пн. ш. 13.367° зх. д. |
| Nyggjaberg                      | траулер                | Фарерські острови | 7 березня 1942  | 349          |                                   | потоплено  | 63°09′ пн. ш. 13°22′ зх. д. / 63.150° пн. ш. 13.367° зх. д. |
| HMS Notts County (FY 250)       | протичовновий тральщик | Велика Британія   | 9 березня 1942  | 541          |                                   | потоплено  | 63°10′ пн. ш. 13°16′ зх. д. / 63.167° пн. ш. 13.267° зх. д. |
| HMS Stella Capella (FY 107)     | протичовновий тральщик | Велика Британія   | 11 березня 1942 | 507          |                                   | потоплено  | 64°48′ пн. ш. 13°20′ зх. д. / 64.800° пн. ш. 13.333° зх. д. |
| HMS Kingston Ceylonite (FY 214) | протичовновий тральщик | Велика Британія   | 15 червня 1942  | 448          |                                   | потоплено  | 36°52′ пн. ш. 75°51′ зх. д. / 36.867° пн. ш. 75.850° зх. д. |
| USS Bainbridge                  | есмінець               | США               | 15 червня 1942  | 1 190        |                                   | пошкоджено | 36°52′ пн. ш. 75°51′ зх. д. / 36.867° пн. ш. 75.850° зх. д. |
| Robert C. Tuttle                | танкер                 | США               | 15 червня 1942  | 11 615       | 152 000 барелей сирої нафти       | пошкоджено | 36°52′ пн. ш. 75°51′ зх. д. / 36.867° пн. ш. 75.850° зх. д. |
| Esso Augusta                    | танкер                 | США               | 15 червня 1942  | 11 237       | 119 000 барелей дизельного палива | пошкоджено | 36°52′ пн. ш. 75°51′ зх. д. / 36.867° пн. ш. 75.850° зх. д. |
| Santore                         | вантажне судно         | США               | 17 червня 1942  | 7 117        | 11 095 т вугілля                  | потоплено  | 36°52′ пн. ш. 75°51′ зх. д. / 36.867° пн. ш. 75.850° зх. д. |
| USS YP-389                      | протичовновий тральщик | США               | 19 червня 1942  | 170          |                                   | потоплено  | 34°50′ пн. ш. 75°20′ зх. д. / 34.833° пн. ш. 75.333° зх. д. |
| Tamesis                         | вантажне судно         | Норвегія          | 26 червня 1942  | 7 256        | Мідь та олово                     | пошкоджено | 34°59′ пн. ш. 75°41′ зх. д. / 34.983° пн. ш. 75.683° зх. д. |
| British Freedom                 | танкер                 | Велика Британія   | 27 червня 1942  | 6 985        | Баласт                            | пошкоджено | 34°45′ пн. ш. 75°22′ зх. д. / 34.750° пн. ш. 75.367° зх. д. |
| William Rockfeller              | танкер                 | США               | 28 червня 1942  | 14 054       | 135 000 барелей мазуту            | потоплено  | 35°07′ пн. ш. 75°07′ зх. д. / 35.117° пн. ш. 75.117° зх. д. |

## Галерея

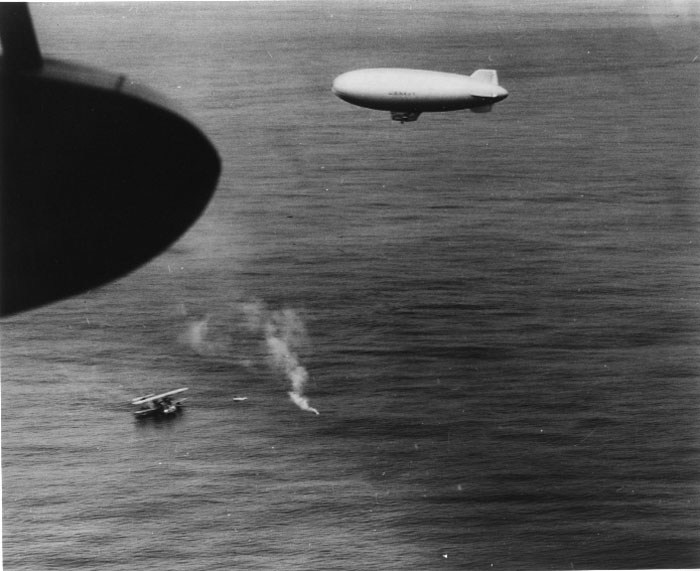
Порятунок вцілілих з U-701.
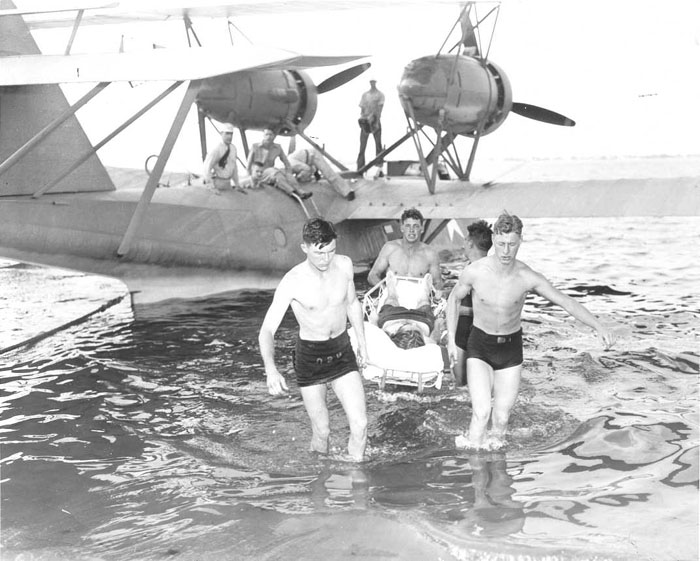
Врятованих доставляють на берег.